# یوکیکجکا
یوکیکجکا (به لاتین: Uciekajka) یک روستا در لهستان است که در Gmina Ludwin واقع شده‌است.